# Daniel Caverzaschi
Daniel Caverzaschi (n. 11 iulie 1993, Madrid, Spania) este un sportiv ce a reprezentat Spania. A participat la competiții asociate Jocurilor Olimpice în care a câștigat o medalie de bronz.